# (400386) 2007 YV49
(400386) 2007 YV49 es un asteroide perteneciente al cinturón de asteroides descubierto el 5 de diciembre de 2007 por el equipo del Mount Lemmon Survey desde el Observatorio del Monte Lemmon, Arizona, Estados Unidos.

## Designación y nombre
Designado provisionalmente como 2007 YV49.

## Características orbitales
2007 YV49 está situado a una distancia media del Sol de 2,633 ua, pudiendo alejarse hasta 3,153 ua y acercarse hasta 2,114 ua. Su excentricidad es 0,197 y la inclinación orbital 14,30 grados. Emplea 1561,08 días en completar una órbita alrededor del Sol.

## Características físicas
La magnitud absoluta de 2007 YV49 es 16,5. 